# Des Sträflings Lösegeld
Des Sträflings Lösegeld (Originaltitel: Great Expectations ) ist ein US-amerikanisches Filmdrama aus dem Jahr 1934 von Stuart Walker mit Henry Hull und Phillips Holmes in den Hauptrollen. Der Film wurde von Universal Pictures produziert und basiert auf dem Roman Große Erwartungen von Charles Dickens.

## Handlung
Um 1850 besucht Pip in einer kleinen Stadt in England die Gräber seiner Eltern und wird von dem entflohenen Sträfling Abel Magwitch angesprochen. Voller Angst verspricht er ihm, ihm Essen, Trinken und eine Feile zu bringen, mit der er seine Ketten durchsägen kann. Pip stiehlt die Waren, und nachdem seine Tante Mrs. Joe ihn zwingt, Teerwasser zu trinken, weil er gestohlen hat, schleicht er sich nachts hinaus und bringt alles dem dankbaren Magwitch. Magwitch befreit sich von seinen Ketten, muss sich dann aber der Attacke eines anderen entflohenen Sträflings erwehren. Seine Schreie erregen die Aufmerksamkeit der Polizei, die Pips Onkel Joe Gargery um Hilfe bei der Suche nach den Sträflingen gebeten hat. Beide Sträflinge werden gefasst, aber bevor sie ins Gefängnis zurückgebracht werden, gesteht Magwitch, Mrs. Joe bestohlen zu haben, damit Pip nicht in Schwierigkeiten gerät.
Einige Zeit später arrangieren Mrs. Joe und Pips Onkel Pumblechook, dass Pip Teilzeitbegleiter von Miss Havisham wird, einer exzentrischen Erbin, die niemand mehr gesehen hat, seit sie vor den Altar gestellt wurde. Auf Miss Havishams Anwesen wird Pip von Estella begrüßt, einem hochmütigen kleinen Mädchen, das von der großen Dame adoptiert wurde. Pip trifft Miss Havisham zum ersten Mal in einem mit Spinnweben gefüllten Raum, in dem die Zeit seit dem Tag ihrer geplanten Hochzeit stehen geblieben zu sein scheint. Pip kehrt jahrelang einmal pro Woche zum Anwesen Havisham zurück und sieht, wie Miss Havisham Estella dazu erzieht, Männer zu verachten. Pip schämt sich seiner bescheidenen Herkunft, weil Estella ihn für gewöhnlich hält, aber im Laufe der Jahre werden sie Freunde. Pip freundet sich auch mit einem Jungen namens Herbert Pocket an, dem Sohn von Miss Havishams armen Verwandten.
Als Pip sechzehn ist, verabschiedet sich Miss Havisham plötzlich von ihm und gibt Joe 25 Guinees für seine bisherigen Verdienste. Pip wird bei Joe in die Lehre gegeben, Estella geht nach Europa auf ein Mädchenpensionat. Eines Tages informiert der Anwalt Jaggers Pip und seine Familie, dass ein anonymer Wohltäter ihn nach London schicken und wie einen Mann mit „großen Erwartungen“ erziehen möchte, unter der Bedingung, dass Pip immer den Namen „Pip“ trägt und nie nach der Identität seines Wohltäters fragt. Pip ist froh, das Schmiedehandwerk aufgegeben zu haben, obwohl es ihm leid tut, Joe zu verlassen, und besucht Miss Havisham, die er für seine Wohltäterin hält, ein letztes Mal. In London teilt sich Pip eine Wohnung mit Herbert, der ihm Etikette beibringt, als sie zu einem Abendessen bei Jaggers zu Hause gehen, wo Pip den versnobten Bentley Drummle und Jaggers‘ seltsame Haushälterin Molly kennenlernt, die es nicht mag, angeschaut zu werden. Pip trifft Estella wieder, in die er verliebt ist. Auf einem Ball warnt sie ihn, dass sie niemanden liebt, dennoch beabsichtigt er, Miss Havisham um Erlaubnis zu bitten, sie zu heiraten. Am Abend bekommt Pip Besuch von dem alten Magwitch, der ihm offenbart, dass er in Australien ein Vermögen aufgebaut hat und Pips Wohltäter ist. Pip ist schockiert über diese Neuigkeit und macht sich Sorgen um Magwitchs Sicherheit, als ihm klar wird, dass Magwitch hingerichtet werden könnte, wenn er nach England zurückkehrt. Nachdem Magwitch Herbert kennengelernt hat, erzählt er seine Lebensgeschichte.
Magwitch wurde viele Male verhaftet, lernte aber lesen und schreiben und heiratete schließlich eine Zigeunerin namens Molly, die eine Tochter zur Welt brachte. Ein Mann namens Compeyson kam vorbei, derselbe Mann, mit dem Magwitch vor langer Zeit auf dem Friedhof gestritten hatte. Er stellte sich zwischen Magwitch und seine Frau und brachte sie gegen ihn auf. Molly erzählte Magwitch, dass sie ihr Kind getötet hatte und dann mit Compeyson durchgebrannt war. Sie wurde später verurteilt, weil sie eine Frau erwürgt hatte, auf die sie eifersüchtig war. Auch Compeyson wurde verurteilt, weil er ungedeckte Schecks ausgegeben hatte. Jaggers verteidigte Magwitch während seines letzten Prozesses und teilte ihm mit, dass sein Kind tot war und Compeyson schuld war, weshalb er versuchte, ihn auf dem Friedhof zu töten.
Während Magwitch erzählt, gibt Herbert Pip eine Notiz, in der steht, dass Compeyson derselbe Mann ist, der Miss Havisham an ihrem Hochzeitstag im Stich gelassen hat. Pip geht zu Miss Havisham und sagt ihr, dass er ihr nicht verzeihen kann, dass sie ihn glauben ließ, sie sei seine Wohltäterin, und dass sie Estella großgezogen hat, um ihn mit ihrem Mangel an Liebe zu quälen. Miss Havisham hat es geschafft, ihn unglücklich zu machen, sieht aber plötzlich in ihm das Elend, das sie einst empfand. Estella teilt ihm mit, dass sie Drummle heiraten wird, obwohl sie ihn nicht liebt. Pip berät sich mit Jaggers über seine Pläne, Magwitch außer Landes zu bringen, und erfährt, dass Molly Magwitchs Frau und Estella ihr Kind ist. Jaggers sagt Pip, dass die Familiengeschichte besser geheim gehalten werden sollte, aber sie hören Molly mit jemandem streiten und entdecken Compeyson, der aus dem Haus rennt. Molly warnt sie, dass er vorhat, Magwitch zu töten, von dem sie auch glaubte, er sei schon lange tot. Pip bringt Magwitch nachts zu einem Dampfschiff, aber sie werden von der Polizei festgenommen, die auch Compeyson festnimmt. Zwischen Magwitch und Compeyson kommt es zu einem Kampf, bei dem beide ins Wasser fallen. Compeyson wird unter die Räder des Dampfers gesaugt und stirbt. Pip rettet Magwitch, der inzwischen wie ein Vater für ihn ist. Magwitch betrachtet Pip als seinen Sohn und Pip liebt den gütigen Sträfling aufrichtig. Im Gefängniskrankenhaus liegt der schwer verletzte Magwitch im Sterben. Pip offenbart ihm, dass seine Tochter lebt und dieselbe Frau ist, die Pip liebt. Pip trifft Estella wieder. Vor ihrem Tod hat Miss Havisham ihr erklärt, dass Liebe das Leiden wert ist.

## Hintergrund
Gedreht wurde der Film vom 1. August bis zum 4. September 1934.
Für den Briten Francis L. Sullivans war es das US-Debüt, für Henry Hull der erste Film für Universal.
Ein Artikel in der The New York Times gab an, dass Gladys Unger versuchte, den Großteil von Dickens’ Dialogen im Film beizubehalten. Einige der Sträflingsszenen wurden vor der Küste Englands in der Nähe von Portsmouth und der Isle of Wight gedreht.
Eine moderne Quelle weist darauf hin, dass Valerie Hobson zunächst für die Rolle der Estella gecastet wurde, ihre Szenen jedoch herausgeschnitten wurden. Später spielte sie „Estella“ in Universals Remake von 1947 (dt. Titel Geheimnisvolle Erbschaft), das von David Lean produziert und inszeniert wurde.
Der Kinostart in den USA fand am 22. Oktober 1934 statt.
Albert S. D’Agostino oblag die künstlerische Leitung. Vera West war für das Kostümbild zuständig, Jack P. Pierce, Otto Lederer und William Ely für das Maskenbild. Verantwortlicher Toningenieur war Gilbert Kurland. John P. Fulton schuf die Spezialeffekte. Phil Karlson arbeitete als Regieassistent, Russell Schoengarth als Schnittassistent, Maury Gertsman aks Kameraassistent.

## Kritiken
Die zeitgenössische Kritik fiel durchweg positiv aus. So schrieb Ella H. McCormick in der Detroit Free Press, die Kulissen des alten London seien an sich schon ein Genuss. Der Film verdiene in jedem Detail eine hohe Bewertung. Im Magazin Vanity Fair bezeichnete Helen Brown Norden den Film als spannende Version des Dickens-Romans, durchdrungen vom ursprünglichen Flair und Geist, gut gespielt.